# Pseudopanurgus cameroni
Pseudopanurgus cameroni là một loài Hymenoptera trong họ Andrenidae. Loài này được Baker mô tả khoa học năm 1906.